# Серый виреон
Серый виреон (лат. Vireo vicinior) — вид воробьинообразных птиц из семейства виреоновых.

## Распространение
Перелётные птицы. Размножаются в США, зимуют на территории Мексики. Круглогодично присутствуют только в национальном парке Биг-Бенд в юго-западной части Техаса.

## Описание
Длина тела 14 см. Верхняя часть птицы серая, низ тускло-белый. Самец и самка схожи.

## Биология
Питаются насекомыми, птицы, зимующие в Мексике, также едят фрукты. В кладке бывает три-четыре яйца. Насиживают их оба родителя в течение примерно тринадцати дней. Попытки паразитизма со стороны буроголового коровьего трупиала часто приводят к оставлению гнёзд.
МСОП присвоил виду охранный статус LC.